# Luis Miguel Sánchez Cerro
Luis Miguel Sánchez Cerro (Piura, 1889 — Lima, 30 de Abril de 1933) oficial do exército peruano de alto escalão foi o 75º presidente do Peru, de 1931 a 1933.

## Nascimento
Luis Miguel Sánchez Cerro nasceu em Piura em 12 de agosto de 1889 filho de Antonio Sánchez e Rosa Cerro. Ele foi o primeiro presidente peruano a ter ascendência indígena peruana, além de ser supostamente descendente de malgaxes afro-peruanos, com base em um boato de que ele pertencia a uma parte de Piura habitada por descendentes de escravos malgaxes.

## Presidente da Junta (1930-1931)
Em 1931, como presidente da junta militar, Sánchez concedeu ao príncipe Eduardo VIII de Gales a Ordem do Sol do Peru e passou a escoltá-lo e sua comitiva na viagem de volta ao Reino Unido . Sánchez foi premiado em troca com a Grã-Cruz da Ordem do Império Britânico.
Após seis meses no cargo, importantes oficiais da Marinha peruana conversaram com o coronel Sánchez e disseram-lhe que apenas um único regimento em Lima permanecia leal ao seu regime. Com isso, Sánchez renunciou, afirmando que "só queria salvar seu país" e que "não tinha ambição política".
A Marinha então selecionou o Juiz Ricardo Leoncio Elías, da Suprema Corte do Peru, como o novo presidente da República em 1º de março de 1931.

## Presidente do Peru (1931-1933)
Em outubro de 1931, a Junta militar permitiu uma eleição nacional. Luis Sánchez foi autorizado a participar e venceu as eleições por uma maioria de 19 745 votos, concorrendo como candidato da União Revolucionária, que havia fundado. O presidente Luis M. Sánchez tomou posse no Palácio do Governo do Peru como o quadragésimo quinto presidente da República. Os resultados, porém, foram contestados pelo principal partido da oposição, o APRA.
Em março de 1932, ao deixar a igreja de Lima em Miraflores, ocorreu uma tentativa de assassinato por parte de um indivíduo posteriormente identificado como José Melgar. Melgar tentou atirar no peito do presidente, mas errou. O próprio presidente estava armado e quase atirou em seu agressor, mas foi impedido por seus guarda-costas depois que prenderam o homem.
Dias depois, o presidente comutou a pena de morte de José Melgar para prisão por vinte e cinco anos. Ele afirmou que suas "ações eram totalmente pessoais". O assassino afirmou que suas ações não foram "motivadas politicamente".
Em junho de 1932, outra revolta contra o presidente Sánchez ocorreu em Huaraz. O presidente fechou o Colégio Nacional e a Universidade Nacional University, as quais considerava como "focos de revoluções" e apelou para contribuições voluntárias da população para a compra de três esquadrões de aviões de bombardeio, a fim de reprimir novas revoltas.

## Conflito com a Colômbia e assassinato
Em setembro de 1932, um grupo de civis e militares peruanos vestidos como civis, realizaram uma incursão privada e tomaram a cidade colombiana de Letícia. Eles então expulsaram os funcionários colombianos da cidade e exigiram o apoio do governo peruano. A onda de patriotismo foi forte demais para ser resistida por Sánchez.
Pelo Tratado Saloman-Lozano de 1922, o Peru cedeu à Colômbia um "corredor para a Amazônia", no final do qual está Letícia. No entanto, o tratado foi mantido em segredo até o fim da ditadura de Augusto B. Leguía y Salcedo, e foi considerado nulo e desigual pelas novas autoridades peruanas.
No final de setembro de 1932, tanto a Colômbia quanto o Peru estavam mobilizando homens, dinheiro e munições. Em fevereiro de 1933, pelo menos três mil soldados colombianos com artilharia e metralhadoras foram posicionados atrás do rio Putumayo, enfrentando forças militares peruanas aproximadamente iguais. Na Escola de Aviação Militar do Peru, perto de Lima, o presidente Sánchez inspecionou com aprovação uma frota novíssima de aviões de combate Douglas, recém-chegados dos Estados Unidos.
O Conselho da Liga das Nações enviou a Lima um telegrama, no qual o Peru foi ordenado pelo Conselho "a abster-se de qualquer intervenção pela força no território colombiano e não impedir que as autoridades colombianas exerçam sua plena soberania e jurisdição território reconhecido por um tratado como pertencente à Colômbia”.
Em 30 de abril de 1933, enquanto estava no hipódromo de Santa Beatriz em Lima, o presidente Sánchez acabava de revistar vinte mil jovens recrutas para a guerra não declarada do Peru com a Colômbia, quando Abelardo de Mendoza, membro do reprimido Partido APRA, atirou em seu coração.
O Parlamento escolheu o general Oscar R. Benavides para suceder a Sánchez como presidente provisório. Benavides já havia cumprido um mandato como presidente provisório, em 1914.